# قسم ديره الريفي (مقاطعة غيلانغرب)
قسم ديره الريفي (بالفارسية: دهستان دیره) هي منطقة سكنية تقع في قسم في إيران. يقدر عدد سكانها بـ 4,530 نسمة .